# Armand Dubarry
Ernest Armand Dubarry (Lorient, 28 novembre 1836 - Paris 14e, 2 décembre 1910,) est un explorateur, journaliste et romancier français.

## Biographie
Journaliste au Journal des voyages et rédacteur au Musée des familles, il aurait effectué un voyage au Dahomey après la guerre de 1870 et devient célèbre par ses romans coloniaux destinés à la jeunesse.
On lui doit aussi des poésies et des œuvres de circonstances.

## Œuvres
- Un vétéran d'Arcole à l'Italie, ode aux peuples alliés, 1859
- Biographie de Mlle Karoly du théâtre impérial de l'Odéon, P. Godet, 1861
- Deux mois de l'histoire de Venise (1866), Dentu, 1869
- Le Roman d'un baleinier, Dentu, 1869
- Les Drames de l'Orient, Dentu, 1870
- Petite France, Librairie de la Société des gens de lettres, 1873
- L'Alsace-Lorraine en Australie. Histoire d'une famille d'émigrants sur le continent austral, 1874
- Le Brigandage en Italie, depuis les temps les plus reculés jusqu'à nos jours, Plon, 1875
- Trois histoires de terre et de mer, Didier, 1875
- Six aventures turques, Dreyfous, 1878
- Histoire de la cour de Rome, F. Roy, 1878
- La Belle-sœur d'un pape, vie de Donna Olimpia, d'après un manuscrit du XVIIe siècle, A. Sagnier, 1878
- Voyage au Dahomey, Dreyfous, 1879
- L'Allemagne chez elle et chez les autres, Charpentier, 1880
- Splendeurs et misères de la cour de Rome, histoire anecdotique de la papauté depuis son origine jusqu'à nos jours, Dreyfous, 1881
- Un Prêtre dans la maison, roman de la vie parisienne, Lalouette, 1883
- Les colons du Tanganyka, Firmin-Didot, 1884
- Le boire et le manger, histoire anecdotique des aliments, Jouvet, 1884
- Perdus sur la mer de corail, Charavay, 1884
- Monsieur le Grand Turc, Monnier, 1885
- Les Aventures d'un dompteur, d'un éléphant blanc et de deux pifferari, Dreyfous, 1886
- La Jolie cabotine, Dentu, 1887
- Une allemande, roman de la vie parisienne, Librairie mondaine, 1888
- Les aventuriers de l'Amazone, Jouvet, 1890
- Service des mœurs, roman parisien, A. Savine, 1890
- La Petite dompteuse, Charavay, 1890
- Délire des sens, Dentu, 1890
- Aventures d'un officier français au Tchad, Guérin, 1892
- Les aventures de Narcisse Nicaise au Congo, Charavay, 1892
- Étoile de cirque, à Cayeux-sur-Mer, H. Simonis Empis, 1892
- Sans voile, Dreyfous, 1893
- Les Clefs de Paris, roman de grand espionnage, Chamuel, 1895
- Le Rachat de l'honneur, aventures d'un soldat français au Soudan, Charavay, 1895
- La Mer, Jouvet, 1896
- Les flagellants, Chamuel, 1898
- L'Amiral Nelson adultère, amours scandaleuses de l'amiral Nelson avec lady Hamilton, Daragon, 1905
- Les déséquilibrés de l'amour, Chamuel, 11 vols., 1898-1906
- Histoire anecdotique des aliments, Paris, Henry Paulin et Cie, éditeurs, 1906 (lire en ligne).